# Società Nazionale Officine di Savigliano

Locomotori E.626

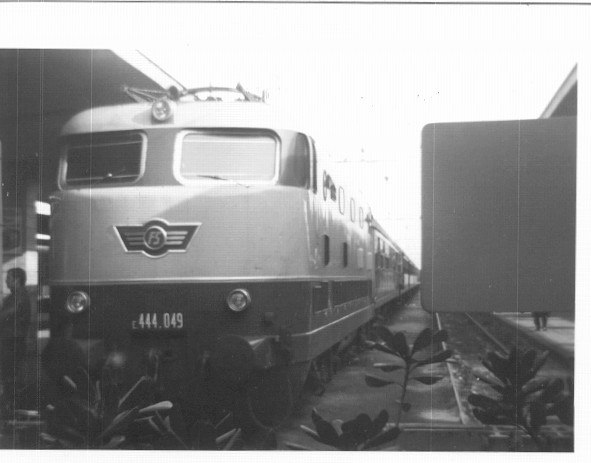
Locomotore E.444 in livrea d'origine

La Società Nazionale Officine di Savigliano (SNOS), conosciuta anche come Savigliano, è stata una delle più prestigiose società industriali italiane di meccanica, elettrotecnica e carpenteria metallica (con interessi in moltissimi altri settori) del XX secolo.
Venne fondata a Torino il 17 luglio 1880 con il capitale sociale di un milione di lire, con l'obiettivo di intraprendere la "costruzione e la riparazione di materiale ferroviario, ponti metallici, tettoie, costruzioni meccaniche, elettriche ed aeronautiche nonché la lavorazione dei legnami in genere".

## Storia
Le origini della Savigliano si intrecciano con quelle di una delle prime società ferroviarie piemontesi, la Società della Ferrovia Torino-Cuneo, che aveva costruito accanto alla stazione di Savigliano un'officina per la manutenzione e riparazione del proprio materiale rotabile. Nel 1869, con il trasferimento di proprietà della linea alla Società per le Ferrovie dell'Alta Italia (SFAI), si arrivò alla chiusura dello stabilimento. Per scongiurarne la definitiva scomparsa il 14 dicembre 1879 il comune di Savigliano firmò un protocollo d'intesa con la SFAI, impegnandosi a versare una notevole somma, ed affittò ad una compagnia belga costruttrice di materiale ferroviario le officine dismesse della ferrovia Torino-Cuneo perché ne riprendesse l'attività.
Il 17 luglio 1880 veniva fondata a Torino, con sede a Savigliano, la Società Nazionale Officine di Savigliano che in tempi brevi conosceva una rapida espansione con 640 dipendenti ed una produzione mensile di oltre una cinquantina di vagoni commissionati da varie compagnie ferroviarie come SFAI, Ferrovie Romane e Compagnie Internationale des Wagons-Lits. Gli eleganti vagoni letto prodotti per quest'ultima vennero presentati all'Esposizione di Torino del 1884.
Nel 1889 la SNOS si fuse con la Società Anonima Italiana Ausiliare, società torinese concorrente con i relativi stabilimenti posti in corso Mortara nei pressi della stazione di Torino Dora, espandendo ancor più la produzione che alle soglie della prima guerra mondiale abbracciava anche macchinari elettrici e meccanici nonché costruzioni metalliche come ponti e viadotti anche in molti stati esteri.
Il periodo tra 1915 e 1918 vide la Savigliano fortemente impegnata nella produzione bellica con attività nel nascente settore aeronautico, attrezzature di guerra, cannoni e munizioni.
Il primo dopoguerra vede la SNOS impegnata nella produzione massiccia di grandi strutture metalliche come la tettoia della nuova stazione di Milano Centrale, gru elettromeccaniche per i maggiori porti italiani ed inoltre locomotive elettriche sia a corrente alternata trifase che a corrente continua. La campagna di Etiopia la vede fortemente coinvolta sia nella produzione a scopo bellico che nella costruzione di infrastrutture di ogni genere; ma è la seconda guerra mondiale che ne vede un più grande coinvolgimento anche in settori come quello delle trasmissioni radio e telefoniche da campo.
Come altre grandi industrie, anche la Savigliano vede i suoi stabilimenti danneggiati dalla guerra, ma già nel 1948 riprendono le forniture alle Ferrovie dello Stato che commissioneranno la produzione di materiale rotabile di ogni genere.
È in questo periodo che inizia la partecipazione azionaria della Fiat, la cui presenza aumenterà progressivamente fino all'acquisizione del totale controllo societario. Gli anni sessanta si rivelano critici per la società che nel 1970 giunge alla separazione dei due grandi stabilimenti di Torino e di Savigliano; quest'ultimo verrà scorporato passando in mano alla Fiat divenendo Fiat Ferroviaria Savigliano.  La Savigliano verrà rilevata da un gruppo di grandi aziende elettromeccaniche; General Electric sarà azionista di maggioranza con partecipazioni di Ercole Marelli e Ansaldo. Negli anni ottanta la Savigliano ridiventerà leader nel settore elettromeccanico in Italia e nel Mediterraneo. Dopo altri passaggi di mano alla fine del secolo XX diviene Savigliano SpA procedendo a dismissioni e ridimensionamenti.
Tra le realizzazioni più prestigiose dello stabilimento ferroviario di Savigliano si ricordano i prototipi E.444.001-004, primi locomotive elettriche veloci delle Ferrovie dello Stato, consegnati tra il 1967 e il 1968 con il marchio Savigliano e l'elettrotreno ETR.401, capostipite della famiglia dei treni ad assetto variabile Pendolino, consegnato nel 1976 con il marchio FIAT Ferroviaria Savigliano in seguito allo scorporo dalla SNOS.
Il 1º agosto 2000 il prestigioso stabilimento è stato ceduto alla Alstom sancendo la definitiva uscita della FIAT dal settore ferroviario.

## Principali realizzazioni

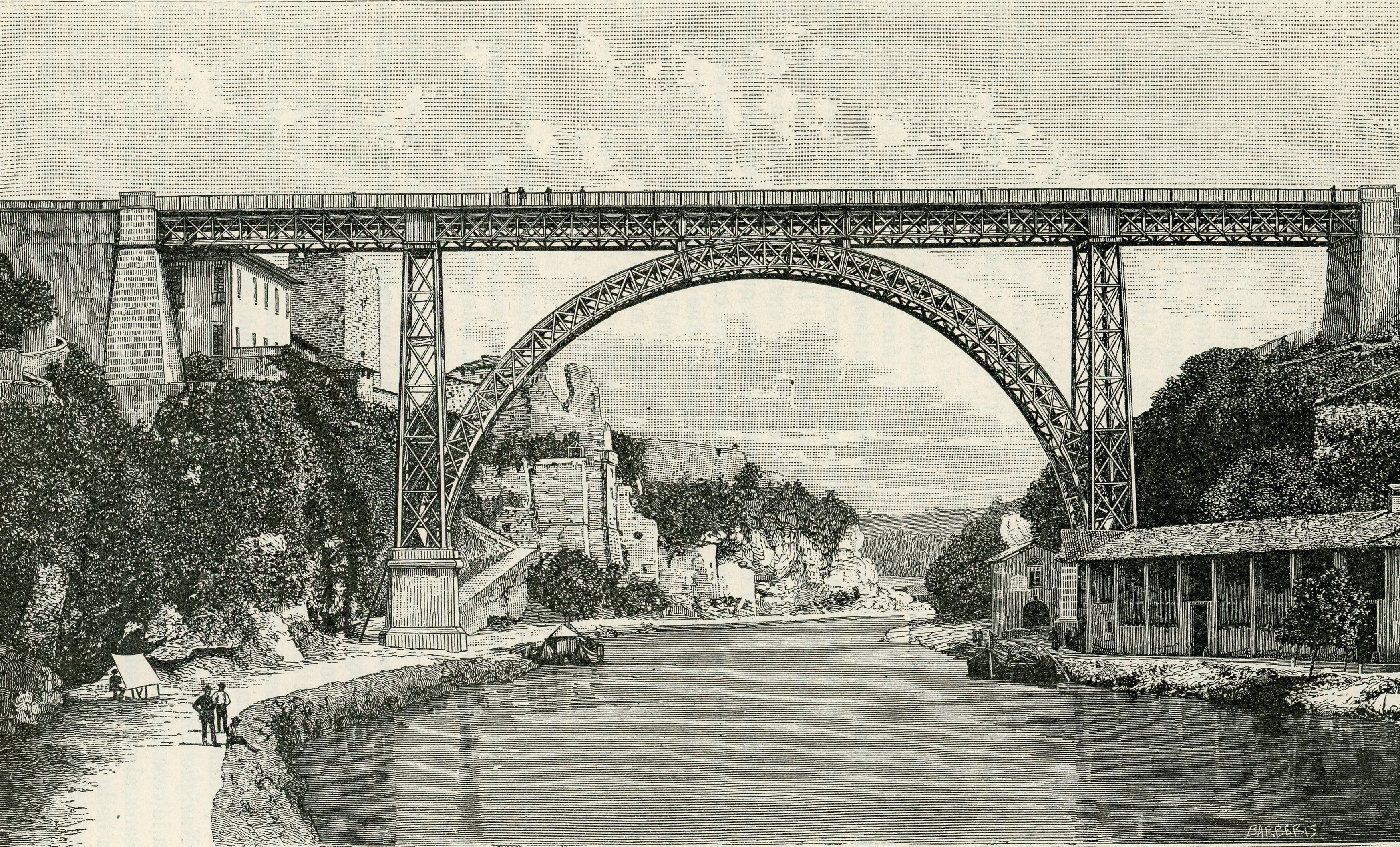
Il ponte di Trezzo sul fiume Adda

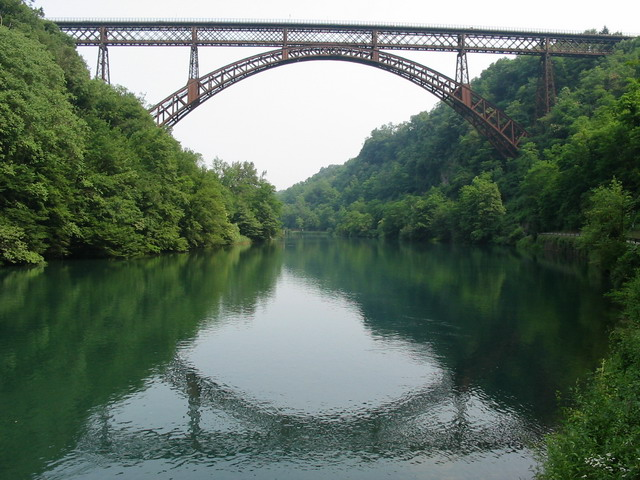
Il ponte San Michele sul fiume Adda, tra le Province di Bergamo e Lecco

- 1883: ponte sul canale Villoresi - stradale
- 1884-1886: ponte di Trezzo - stradale[8]
- 1887: ponte ferroviario di Casalmaggiore (linea Brescia - Parma)
- 1887-1889: ponte San Michele[9]
- 1892: ponte sul Po di Cremona - stradale e ferroviario
- 1916: Ponte della Gerola (strada Casei Gerola - Sannazzaro de' Burgondi)

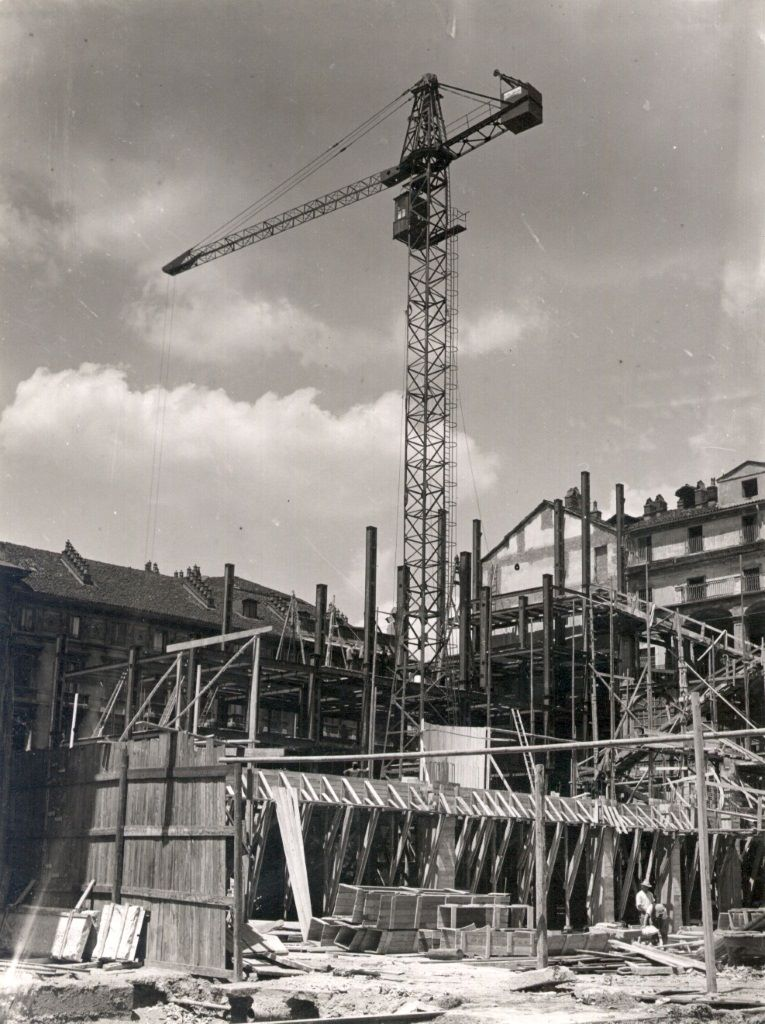
Gru Savigliano utilizzata per la costruzione della Torre Littoria (Torino) nel 1932

- 1916: Ponte di Zimella
- 1917: biplano C.36
- 1925-1928: ponte di Ronciglione
- 1926: prototipi locomotiva E.626
- 1927-1939: locomotiva E.626
- 1933: prototipo monoplano ND.6.6
- 1950: Ponte della BeccaGru Savigliano utilizzata per la costruzione della Torre Littoria (Torino) nel 1932